# Międzynarodowy Festiwal Folklorystyczny Wychodna
Międzynarodowy Festiwal Folklorystyczny Wychodna (słow. Folklórny festival Východná; MFF Wychodna) – festiwal folklorystyczny  odbywający się zwykle na przełomie czerwca i lipca w Wychodnej, na Słowacji. Jest to najstarszy festiwal folklorystyczny w tym kraju i jeden z trzech największych (obok Festiwalu Detva i Festiwalu w Myjavie) na Słowacji. 
Pierwszy festiwal miał miejsce 5 lipca 1953 roku. Został zorganizowany z inicjatywy zespołu ludowego „Kriváň”. W 1954 r., został wybudowany amfiteatr, a rok później lokalne wydarzenie zyskało rangę ogólnokrajową.
Na festiwalu występują setki grup, tancerzy i artystów solowych z całego świata, w tym z Polski; występują także zespoły dziecięce. Na terenie festiwalu prezentowane jest także tradycyjne rzemiosło, organizowana jest "szkoła tańca" i degustacja regionalnych potraw. Festiwal organizowany jest przez Narodowe Centrum Edukacji w Bratysławie we współpracy z gminą Východná pod patronatem Ministra Kultury Słowacji.
66. edycja festiwalu z powodu pandemii została przesunięta z lata 2020 na lipiec 2021 r.. 

## Galeria

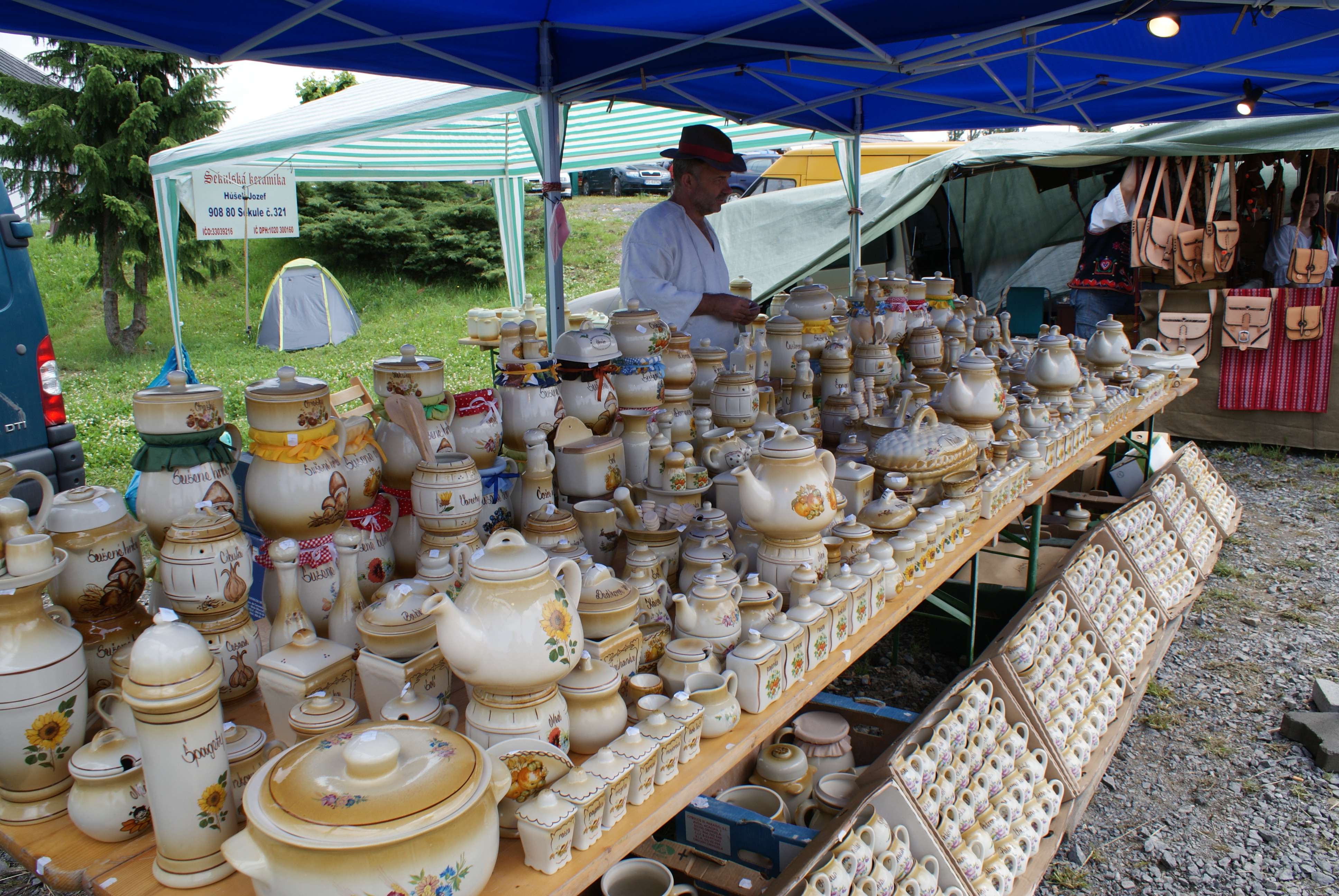
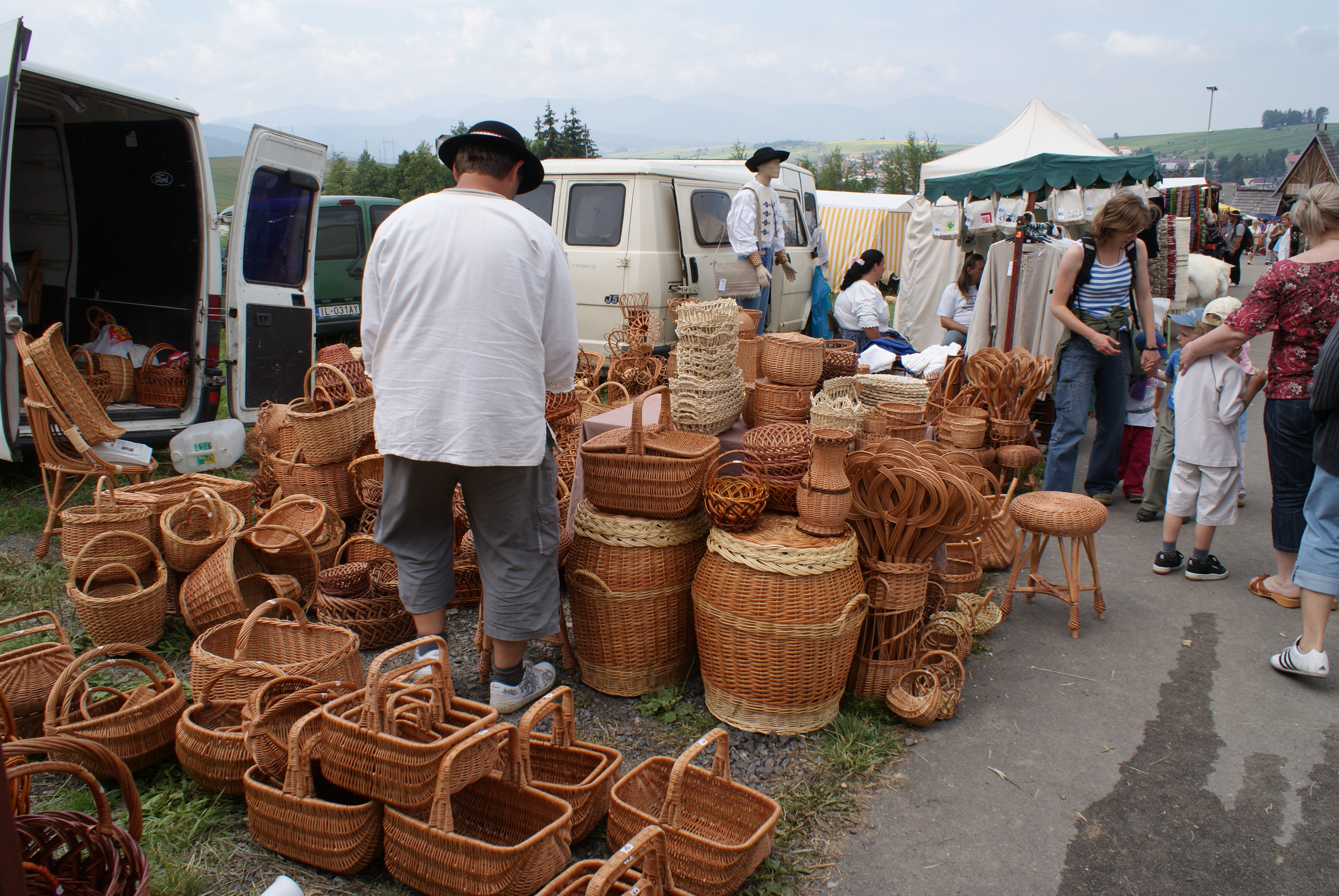
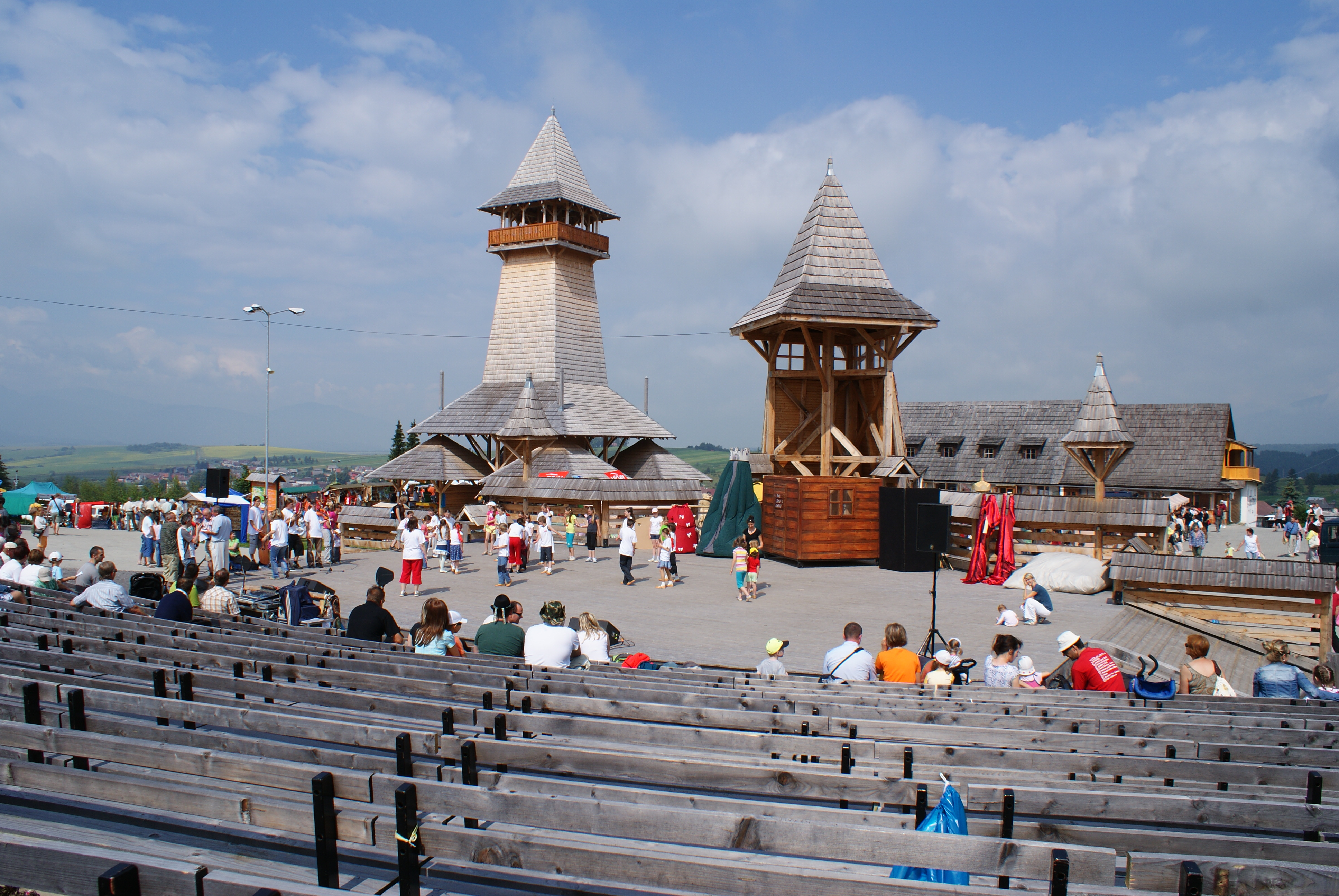
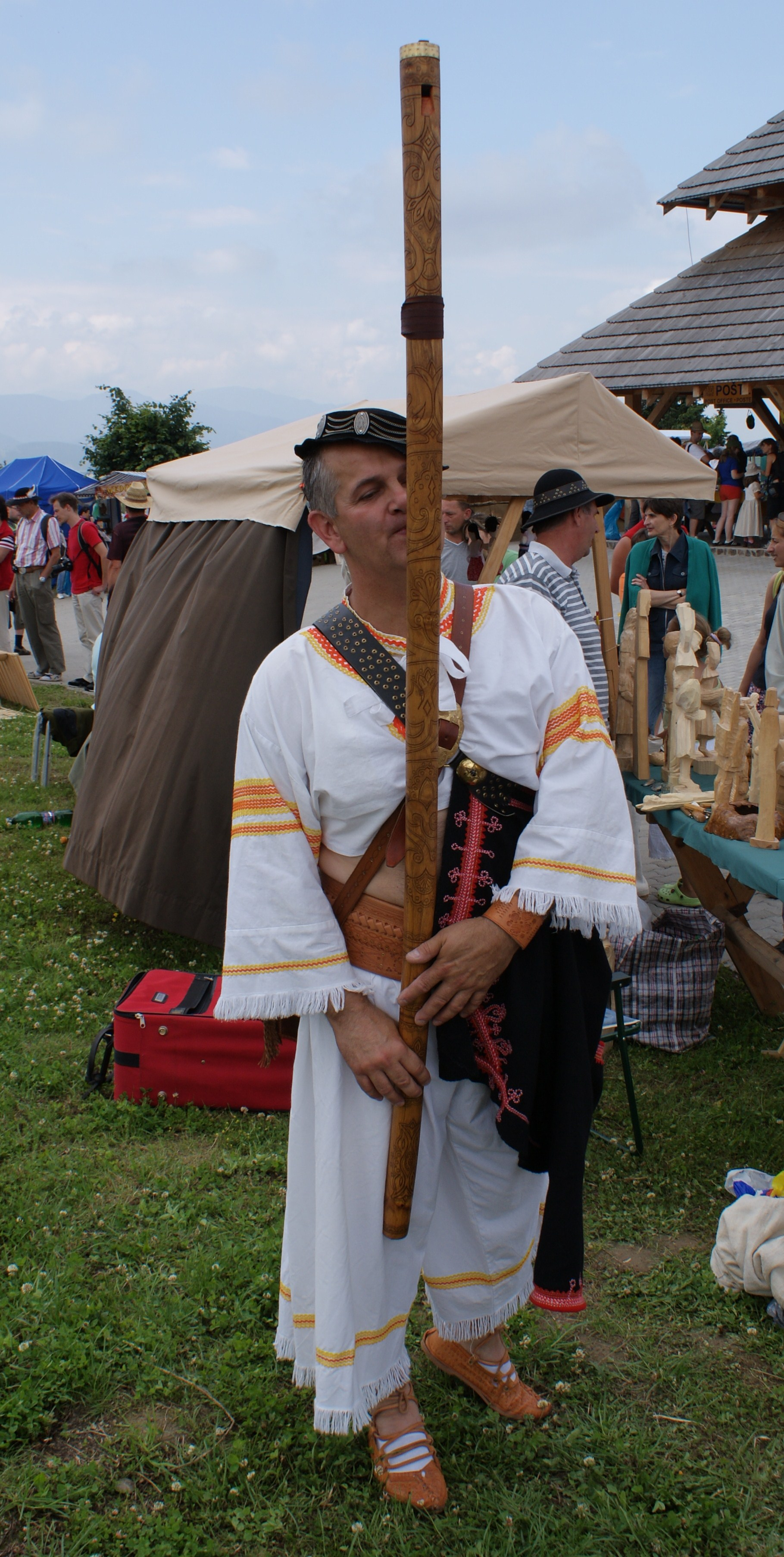
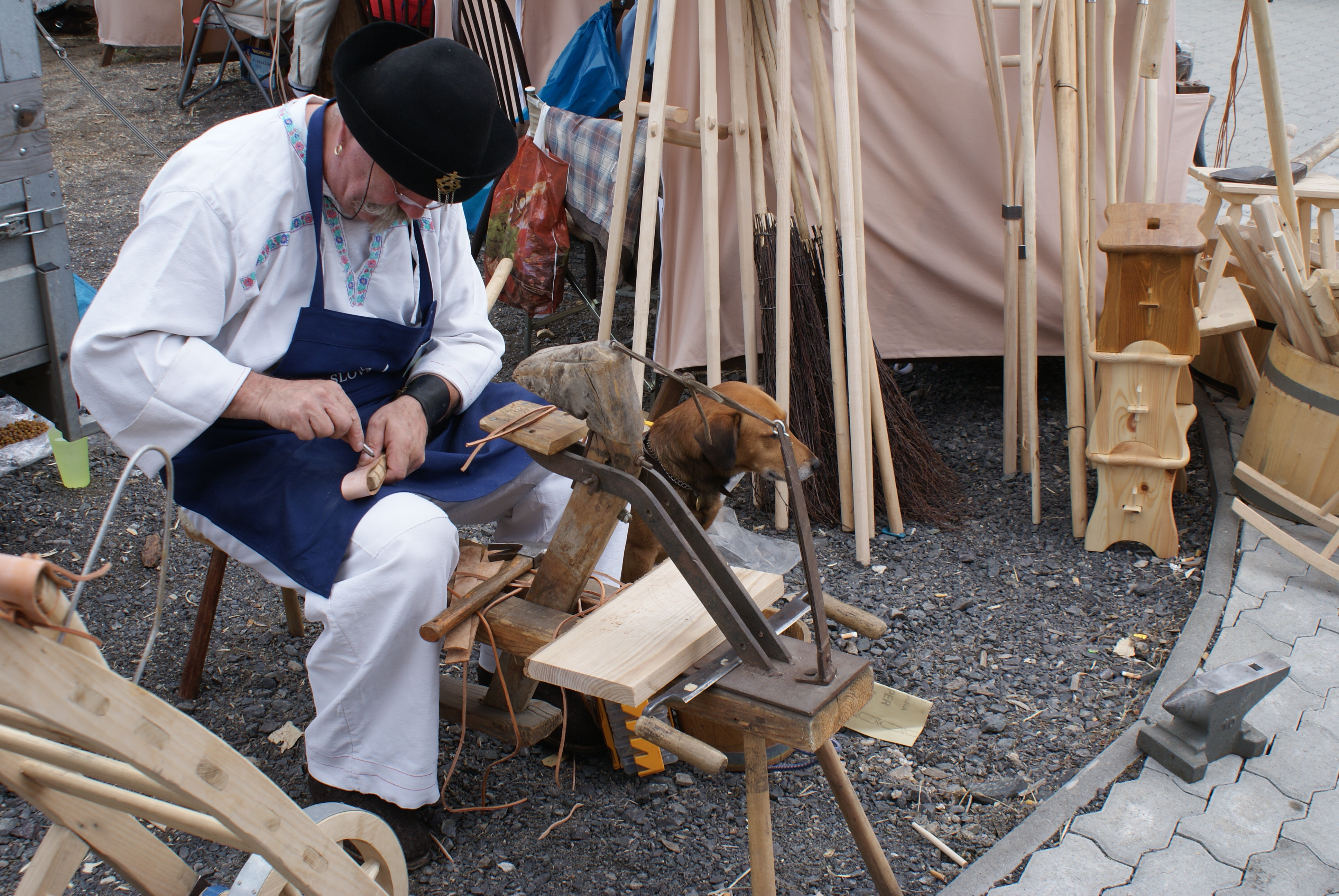